# 日本百貨店協会
一般社団法人日本百貨店協会（にほんひゃっかてんきょうかい、英称：Japan Department Store Association：JDSA）は、日本の百貨店業者の業界団体である。1948年（昭和23年）3月16日設立。
協会の目的として「百貨店業の健全な発達を図り、もって国民生活の向上と国民経済の発展に寄与することを目的とする」と定めている。2025年（令和7年）1月14日時点での加盟会員数は、百貨店会員数72社・168店舗、コラボレーション会員数170社。

## 概要
1948年3月16日に任意団体の日本百貨店協会として設立され、2019年6月6日に一般社団法人化した。

### 加盟地域
1976年（昭和51年）の滋賀県を最後に全国47都道府県への進出を果たして以来、加盟百貨店は全国を網羅してきたが、郊外型大型ショッピングセンターなどとの競争により、百貨店の撤退や倒産が相次いでいることから、加盟店舗数は年々減少しており、2020年（令和2年）には加盟百貨店がない県や県庁所在地が発生することとなった。
都道府県単位では、山形県、岐阜県、島根県、徳島県に加盟店がない。山形県では、山形市に本社・本店があった大沼が2020年1月27日に破産（閉店は前日）したことにより、日本で初めて百貨店が存在しない都道府県となった。また、同年8月31日に徳島県のそごう徳島店が、2024年1月14日に島根県の一畑百貨店松江店が、同年7月31日に岐阜県の岐阜高島屋がそれぞれ閉店したことで、以上4県が百貨店が存在しない都道府県となった。
2024年8月1日時点で加盟店が1店舗のみの県は、岩手県、福島県、茨城県、新潟県、山梨県、富山県、福井県、滋賀県、和歌山県、香川県、高知県、佐賀県、熊本県、宮崎県、鹿児島県、沖縄県の16県である。
県庁所在地では、福島市と大津市に加盟店がない。福島市に本社を置く中合の本店であった福島店が2020年8月31日をもって閉店し、福島県は県庁所在地に百貨店が存在しない県となった。また、滋賀県初の百貨店であった西武大津店が中合と同じ2020年8月31日をもって閉店し、滋賀県は県庁所在地に百貨店が存在しない県となった。
政令指定都市では、川崎市と相模原市に加盟店がない。ただし川崎市に本社を置くさいか屋は、日本百貨店協会には本部を横須賀市として加盟している。
長野県の井上百貨店が運営するショッピングセンター「アイシティ21」は当協会の加盟店となっており、日本で唯一村にある百貨店として認められていることになる。

### 地区協会の統合
かつては当協会の他に、地区ブロックごとの「地区協会」と、戦前に六大都市と呼ばれた都市（東京、横浜、名古屋、京都、大阪、神戸）ごとに「都市百貨店協会」があった。しかし加盟店数の減少などから、運営の無駄を省くため時間をかけて統合が進められ、2010年（平成22年）に7地区協会を統合して地方分会とした。各地区協会事務所は閉鎖され、運営は日本百貨店協会本部に一元化されている。
かつて存在した地区協会
1. 北海道百貨店協会
2. 東北百貨店協会
3. 関東百貨店協会
4. 中部百貨店協会
5. 近畿百貨店協会
6. 中国四国百貨店協会
7. 九州百貨店協会

かつて存在した都市百貨店協会
- 東京百貨店協会

## 加盟百貨店
全国72社・168店舗（2025年1月14日現在）。並び順は公式サイト「加盟百貨店 企業リスト」に準拠。
各地区・都道府県ごとの店舗所在地は、公式サイト「加盟百貨店 店舗所在地」を参照。
店舗の詳細については、各社の記事を参照のこと。

### 北海道地区
3社・6店舗。

#### 北海道
- 札幌丸井三越
- 丸ヨ池内（IKEUCHI札幌）
- 函館丸井今井

### 東北地区
8社・9店舗。
- さくら野百貨店・さくら野弘前・さくら野八戸（青森県）
  - 北上店のみ経営移管により非加盟。
- 川徳（岩手県）
- 仙台三越（宮城県）
- 藤崎（宮城県）
- タカヤナギ（秋田県）
- うすい百貨店（福島県）

### 関東地区
23社・62店舗。

#### 東京都
- 小田急百貨店
- 京王百貨店
- そごう・西武
- 大丸松坂屋百貨店
- 東急百貨店
- 東武百貨店
- 松屋
- 三越伊勢丹
- ジェイアール東日本商業開発

#### 東京都以外
- 京急百貨店（神奈川県）
- さいか屋（神奈川県）
- 丸広百貨店（埼玉県）
  - 南浦和店・アトレマルヒロ（いずれも専門店ビル）は非加盟。
- 八木橋（埼玉県）
- 水戸京成百貨店（茨城県）
- 東武宇都宮百貨店（栃木県）
- 高崎髙島屋（群馬県）
- スズラン（群馬県）
- 新潟三越伊勢丹（新潟県）
- 岡島（山梨県）
- ながの東急百貨店（長野県）
- 井上（長野県）
- 静岡伊勢丹（静岡県）
- 遠鉄百貨店（静岡県）

### 中部地区
7社・11店舗。
- ジェイアール東海髙島屋（愛知県）
- 名古屋三越（愛知県）
- 名鉄百貨店（愛知県）
- 津松菱（松菱百貨店、三重県）
- 金沢丸越百貨店（石川県）
- 大和（石川県）

### 近畿地区
8社・41店舗。
- 近鉄百貨店（大阪府）
- 髙島屋（大阪府）
- 阪急阪神百貨店（大阪府）
- 京阪百貨店（大阪府）
- ジェイアール西日本伊勢丹（京都府）
- 藤井大丸（京都府）
- 山陽百貨店（兵庫県）
- 加古川ヤマトヤシキ（兵庫県）

### 中国・四国地区
12社・20店舗。
- 丸由（鳥取県）
- 米子しんまち天満屋（鳥取県）
- 米子髙島屋（鳥取県）
- 岡山髙島屋（岡山県）
- 天満屋（岡山県）
- 広島三越（広島県）
- 福屋（広島県）
- 山口井筒屋（山口県）
- 高松三越（香川県）
- 伊予鉄髙島屋（愛媛県）
- 松山三越（愛媛県）
- 高知大丸（高知県）

### 九州地区
11社・19店舗。
- 岩田屋三越（福岡県）
- 博多大丸（福岡県）
- 井筒屋（福岡県）
- 佐賀玉屋（佐賀県）
- 浜屋百貨店（長崎県）
- 佐世保玉屋（長崎県）
- 鶴屋百貨店（熊本県）
- トキハ（大分県）
- 宮崎山形屋（宮崎県）
- 山形屋（鹿児島県）
- リウボウインダストリー（沖縄県）

## かつて加盟していた百貨店・店舗
★は、その後他の百貨店が引き継いで営業中。☆は、引継ぎ予定。
| ブランド名                              | ふりがな                        | 主所属地区 | 該当店舗 | 特記事項 |
| --------------------------------------- | ------------------------------- | ---------- | --- | --- |
| 伊勢丹                                  | いせたん                        | 関東       | 高崎、松戸、八王子、吉祥寺、府中、相模原、JR大阪三越伊勢丹、小倉 | - 吉祥寺店は2010年3月14日で閉店した。 - 小倉伊勢丹はCOLETを経て、現在はセントシティ。北九州市内の百貨店は井筒屋小倉本店のみとなった。 - JR大阪三越伊勢丹は現：ルクア1100。 |
| 一畑百貨店                              | いちばた                        | 中国四国   | 出雲、松江 | - 出雲店は一旦閉店し他の場所に移転したが、その際売場面積が加盟基準に満たなくなったため、復帰できなかった。 - 出雲店は2019年2月28日、松江店は2024年1月14日でそれぞれ閉店した。 - 島根県は国内で3番目の日本百貨店協会加盟店舗が所在しない都道府県となった。 |
| イチムラ                                | いちむら                        | 関東       | 長岡、新潟 | - 後に「百貨店連合→ダックシティ」に合流。新潟店はダックシティへの改称時に、長岡店は1997年に閉店。 |
| 井筒屋                                  | いづつや                        | 九州       | 本城、博多、久留米、浮羽、大牟田、中津、宇部、コレット、黒崎 | - 博多井筒屋はJR九州による博多駅再開発のため2007年3月末で閉店、撤退。 - 久留米井筒屋は建物老朽化と売り上げ減で2009年2月末で閉店。 - 博多・久留米以外の店舗は移転し近隣商業ビルのテナントとして営業継続しているが、各店とも売場面積は加入基準に満たない。博多の後継店舗（サロン・ド・井筒屋・U）については、2009年6月30日で閉店。 - 宇部は子会社である山口井筒屋の店舗。 - コレットは子会社であった「コレット井筒屋」による運営であった。 - 黒崎店の閉店により、北九州市内の百貨店は小倉店1店舗のみとなった。 |
| 岩田屋                                  | いわたや                        | 九州       | 西新、熊本、日田 | - 熊本は「岩田屋伊勢丹」（伊勢丹との合弁）で開業し、後に自社グループ化。くまもと阪神を経て、県民百貨店となったが閉店。 |
| 大浦 （都城大丸）                       | おおうら みやこのじょうだいまる | 九州       | 都城 | - 2011年1月3日、宮崎地方裁判所に民事再生法適用を申請、翌日から休業。同社発行の百貨店共通商品券は6日から利用停止。その後も再建の見通しが立たず、翌年2月に破産手続き開始。 |
| 大沼                                    | おおぬま                        | 東北       | 山形、米沢 | - 米沢店は2019年8月15日に、本店は2020年1月26日にそれぞれ閉店。 - 2020年1月27日に山形地方裁判所に自己破産を申請、同日付で破産開始決定。 - 山形県は初めて日本百貨店協会加盟店舗が所在しない都道府県となった。 |
| 大牟田松屋                              | おおむたまつや                  | 九州       | 大牟田 | |
| 木内                                    | きのうち                        | 東北       | 秋田 | - 1990年脱退。以後規模を縮小しながら営業継続の道を模索する。 |
| 近鉄百貨店                              | きんてつ                        | 近畿       | 東京（吉祥寺）、岐阜、京都、西京都（京都ファミリー）、桃山、枚方、桔梗が丘、桜井、近鉄松下（山口県周南）、別府                                                                                       | - 京都と岐阜は旧「丸物」→京都近鉄百貨店の店舗。 - 枚方は旧「枚方丸物」→「枚方近鉄百貨店」の店舗。 - 東京と別府は当初地域子会社として開業。 - 東京は閉店後、三越が一時的に営業。 - 近鉄松下は最後の系列会社店舗だった。 |
| 京成百貨店                              | けいせい                        | 関東       | 東京上野、オーモリ、土浦 | - 上野店は現：上野マルイ。 |
| 県民百貨店                              | けんみん                        | 九州       | 熊本 | - 元は「くまもと阪神」。 |
| 五番舘                                  | ごばんかん                      | 北海道     | 札幌 | - 後に「五番館西武」→「西武百貨店札幌店」として運営された。 |
| 小美屋                                  | こみや                          | 関東       | 川崎 | - 「百貨店連合→ダックシティ」に参加したが、1996年閉店。 |
| さいか屋                                | さいかや                        | 関東       | 川崎 | - 川崎店の閉店により、川崎市では政令指定都市では初めて日本百貨店協会加盟店舗が消滅した。 |
| さくら野百貨店 （旧丸光→ ダックビブレ） | さくらの まるみつ だっくびぶれ  | 東北       | 仙台、気仙沼、石巻、山形、福島、郡山、★北上 | 閉店時期 - 丸光…郡山 - ダックビブレ…気仙沼、山形 - さくら野…石巻、福島 - 仙台店を運営していた株式会社エマルシェは2017年2月27日仙台地方裁判所に自己破産を申請し手続開始決定。前日で営業を終了し従業員を全員解雇。 - 北上店はフランチャイズ方式への移行により協会を離脱。「ツインモールさくら野」として営業を継続している。 |
| 三交百貨店                              | さんこう                        | 中部       | 松阪、伊勢 | - 営業権等の一部は近鉄百貨店が譲り受けた。 |
| 新岐阜百貨店                            | しんぎふ                        | 中部       | 岐阜 | |
| 西武百貨店                              | せいぶ                          | 関東       | 旭川、札幌、函館、ams仙台、筑波、宇都宮、大宮、春日部、船橋、有楽町、八王子、川崎、小田原、富山、小松、静岡、浜松、沼津、岡崎、豊橋、大津、八尾、★高槻、つかしん、神戸、高知                         | - 札幌店は2009年9月30日閉店。旭川店は丸井今井旭川店閉店による地元救済措置で存続が決まったものの売り上げ減は止まらず、2016年9月で閉店、道北から百貨店が消滅した。 - ams仙台は旧緑屋をクレディセゾンから運営受託して営業していた。現：仙台ロフト。 - 春日部店は旧「ロビンソン春日部店」。のちに西武に変わったが、2016年2月28日に閉店。 - 小田原店は2代あり、初代は「志澤」として営業を始め、経営再建の過程で西武傘下となり運営受託するも1998年閉店。この店舗が加盟していたかどうかは不明。その後2013年に「ロビンソン小田原店」を転換して2代目の店舗が開業したものの、売り上げ不振により2018年2月で閉店した。 - 函館、富山、小松は西友からの移管。小松店は後に大和が一時運営を引き継いだ。 - 有楽町店は2010年12月25日に閉店。現：有楽町ルミネ。 - 大津店閉店により、滋賀県の百貨店は草津市の近鉄百貨店草津店のみとなった。 - 高知店は当初土佐電鉄グループとの合弁「とでん西武」として開業。 |
| そごう                                  | そごう                          | 近畿       | 札幌、川口、柏、船橋、木更津、茂原、有楽町、錦糸町、多摩、八王子、柚木、長野、★豊田、心斎橋、★神戸、西神、★加古川、奈良、呉、福山、徳島、コトデンそごう（高松）、★いよてつそごう（松山）、小倉、黒崎 | - 経営破綻により最も激しい動きがあったグループなので、詳細はそごうの個別記事を参照。 - 徳島店閉店により、徳島県は国内で2番目の日本百貨店協会加盟店舗が所在しない都道府県となった。 |
| 大黒屋                                  | だいこくや                      | 東北       | いわき | - デパートよりも宝くじ売り場のほうが有名であった。 |
| 大丸                                    | だいまる                        | 近畿       | 新長田、浦和パルコ、八王子、町田、ららぽーと横浜、和歌山、★米子、今治、新居浜、長崎 | - 新長田店跡にはスーパーマーケットの西友が入居。 - 浦和パルコ店・ららぽーと横浜店は食品専門店としての営業だった。 - 米子大丸は現：米子しんまち天満屋。 - 今治大丸閉店により、四国では県庁所在地以外の百貨店が全滅した。 |
| 大和                                    | だいわ                          | 中部       | 小松、新潟、長岡、上越、高岡 | - 長岡店・上越店は2010年4月25日、小松店・新潟店は2010年6月25日、高岡店は2019年8月25日に、それぞれ閉店。長岡・上越両店の閉店により、新潟県の上中越後地区からは百貨店が姿を消した。 |
| 髙島屋                                  | たかしまや                      | 近畿       | 足利、津田沼、岐阜、和歌山、★米子、津山、今治、港南台 | - 米子店は現在、JU米子タカシマヤとして営業が継続されている。（グループから外れた形として掲載する。） - 岐阜店は「岐阜高島屋」として営業していたが、2024年7月31日に閉店。閉店により、岐阜県は国内で4番目の日本百貨店協会加盟店舗が所在しない都道府県となった。 |
| 橘百貨店                                | たちばな                        | 九州       | 宮崎 | - 1975年に倒産して脱退。翌1976年にジャスコの支援で「橘ジャスコ」として再オープン後は、量販店業態に転換し、日本ショッピングセンター協会に加盟した。 - その後「橘百貨店（2代目）」→「ボンベルタ橘」と店舗名が変わった後、2997年にイオングループから離脱後、地元資本による経営となったが、2020年にドン・キホーテが買収し、複合商業ビル「宮崎ナナイロ」として再オープンした。 |
| 玉屋                                    | たまや                          | 九州       | 福岡、小倉、長崎 | - 長崎は地域一帯の再開発を模索し2014年2月いっぱいで閉店。仮店舗移行。 |
| ちまきや                                | ちまきや                        | 中国四国   | ★山口 | - 百貨店事業は同根の山口井筒屋に譲渡し、井筒屋傘下で不動産管理業に転換した。 |
| つぼみや                                | つぼみや                        | 中国四国   | 徳島 | |
| 天満屋                                  | てんまや                        | 中国四国   | 広島八丁堀、三原、高松、広島アルパーク | - 八丁堀店はヤマダ電機を核とする複合商業施設へ転換。 - 高松は2014年3月いっぱいで閉店。四国から完全撤退。 |
| 東急百貨店                              | とうきゅう                      | 関東       | 日本橋、渋谷-駅東横、町田、横浜、北見 | |
| トキハ                                  | ときわ                          | 九州       | 臼杵 | |
| 中合                                    | なかごう                        | 東北       | 会津若松、十字屋（山形）、清水屋（酒田）、三春屋（八戸）、棒二森屋(函館)、福島 | - 八戸市の三春屋はやまきに譲渡した後、2022年4月10日に閉店（譲渡後の「やまき三春屋」も協会加盟）。 - 福島店閉店により中合は全店閉店・廃業となり、福島県においてはうすい百貨店（郡山市）のみが残る。 |
| 中三                                    | なかさん                        | 東北       | 青森、弘前、五所川原、盛岡、二戸、秋田 | - 2011年3月30日、青森地方裁判所に民事再生法適用を申請、翌日から一時休業。同社発行の百貨店共通商品券は4月1日から利用停止。 - 青森と弘前の2店舗体制で再建したが、2024年8月29日に青森地裁より破産手続開始決定を受けた |
| 浜屋百貨店                              | はまや                          | 九州       | 大村 | |
| 阪急百貨店                              | はんきゅう                      | 近畿       | 堺 北花田、三宮、神戸、三田、四条河原町、数寄屋橋、大井町 | * 現在の神戸は表の三宮、神戸と別にそごう神戸店の譲渡を受けた3代目の店舗。 - 大井町は「食品館+SC」に業態転換した際に脱退し、建て替え後も非加盟。 |
| 阪神百貨店                              | はんしん                        | 近畿       | 神戸三宮（さんのみや・阪神食品館） | |
| プランタン銀座                          | ぷらんたんぎんざ                | 関東       | ★銀座 | - 仏プランタン社との商標等使用契約終了により2016年いっぱいで閉店。近隣の商業施設・マロニエゲート銀座の一部として再整備 |
| ほの国百貨店                            | ほのくに                        | 中部       | 豊橋 | - 丸栄の子会社であった豊橋丸栄（1971年8月設立）が前身。東三河地区唯一の百貨店として営業していた。 - 債務超過及び建物老朽化により2020年3月15日をもって閉店。 - 同年5月25日開催の株主総会で解散を決議。6月1日名古屋地裁豊橋支部へ特別清算を申請。 |
| 松坂屋                                  | まつざかや                      | 中部       | 名古屋駅、岡崎、四日市、銀座、札幌、山形、市川、横浜、大阪、★樟葉 | - 札幌松坂屋はイトーヨーカ堂との合弁を経てロビンソン百貨店に引き継がれた。 - 銀座店は老朽化と再開発に伴い2013年6月いっぱいで閉店。2017年4月再開発施設「GINZA SIX」としてオープン |
| 松菱                                    | まつびし                        | 関東       | 浜松 | |
| 松屋                                    | まつや                          | 関東       | 横浜伊勢佐木町、船橋 | - 伊勢佐木町店は、後に横浜松坂屋が西館として営業していた。 |
| 丸井今井                                | まるいいまい                    | 北海道     | 小樽、室蘭、旭川、釧路、苫小牧 | |
| マルカン百貨店                          | まるかん                        | 東北       | 花巻 | - 建物老朽化で閉店。6階にあった大食堂は市民の誇りであった。 |
| 丸正百貨店                              | まるしょう                      | 近畿       | 和歌山 | |
| 丸新                                    | まるしん                        | 中国四国   | 徳島 | |
| 丸広百貨店                              | まるひろ                        | 関東       | 日高 | |
| 丸物                                    | まるぶつ                        | 近畿       | 舞鶴、大垣、豊橋、東京（池袋）、新宿、八幡 | - 法人は「京都近鉄百貨店」→「近鉄百貨店」となった。 - 近鉄百貨店系列店となった店は近鉄百貨店の節を参考のこと。 - 大垣は名鉄グループの運営を経て、大垣市守屋多々志美術館。 - 東京・新宿・豊橋・八幡も地域子会社による運営。 - 東京丸物は池袋パルコとして建物・法人が、八幡は近鉄百貨店子会社「近創」として法人が存続。 |
| まるみつ百貨店                          | まるみつ                        | 関東       | 諏訪 | - 「諏訪丸光」として開業。一度会社更生手続きが進められるも閉店。 |
| 三越                                    | みつこし                        | 関東       | 池袋、吉祥寺、武蔵村山、名取、千葉、横浜、上大岡、新潟、金沢、大阪、枚方、神戸、★倉敷、鹿児島、沖縄                                                                                                  | - 倉敷店跡には天満屋が移転。 - 沖縄三越は2014年9月閉店。リウボウグループ傘下で業態転換。 |
| 名鉄百貨店                              | めいてつ                        | 中部       | 一宮 | - 一宮店閉店により、愛知県では名古屋市以外の百貨店が全滅した。 |
| 山形屋                                  | やまかたや                      | 九州       | 沖縄 | |
| ヤナゲン                                | やなげん                        | 中部       | 大垣、FAL | |
| ヤマトヤシキ                            | やまとやしき                    | 近畿       | 姫路 | |
| ロビンソン百貨店                        | ろびんそん                      | 関東       | 札幌、宇都宮 | * 法人はそごう・西武に合併。 |

## 全国百貨店共通商品券
- 全国百貨店共通商品券は、券面に記載された協会加盟の発行元の百貨店が発行している。日本百貨店協会に加盟しているいずれの百貨店でも利用可能。
- 種類は1枚1,000円のみ。薄緑色の花柄ベースで、中央下部の発行元百貨店名表示が発行元百貨店により異なる。
- 釣り銭が出る（利用可能店が大きくかぶるJTBが2007年5月31日まで発行していたデパート＆ショップ共通商品券「ナイスギフト」[22]は釣り銭が出なかった）。
- 発行元の百貨店が、破産、民事再生、会社更生等の申立てや著しい信用低下が生じた場合には、他の百貨店で利用できなくなる場合がある。そのような状態が生じた場合は、加盟店に掲示が出されるほか、新聞でも告示される。利用できなくなった券は、資金決済法により、国（財務局）から発行保証金の還付を受けることができる。なお旧そごうグループ発行の商品券は破綻前に発行された券についても現在でも使用できる。
- 前項の百貨店グループの中でも、日本百貨店協会に加盟していない店舗や、加盟店内のテナントでは利用できない。グループ内でそのような店舗が存在する場合は、当該店舗においては百貨店共通商品券を利用できない旨の掲示をし、消費者に注意を喚起することになっている。
  - 日本百貨店協会非加盟の西友が運営していた店舗で、かつて西武百貨店と同じロゴを使用した「○○西武」と名乗る百貨店業態の店があったが、これらの店舗でも利用できなかった。その後これらの店舗は「LIVIN」に改称されている。
- 2014年10月に発行20周年を記念して、従来の券面にハローキティをデザインした全国百貨店共通商品券が枚数限定にて販売された。[23]。

### 会員外で使える店舗
近年、会員店舗の減少が進んでいることから、会員外の店舗でも会員店舗の系列であれば使える店舗が増えている。主なものを挙げる。
| 商号                         | 使える店舗 | 備考 |
| ---------------------------- | --- | --- |
| 伊勢丹                       | - イセタンサローネメンズ（新東京ビルヂング） - イセタンサローネ（東京ミッドタウン・ガレリア） - 羽田ストア（羽田空港第1・第2ビル内） - アネックス静岡伊勢丹 - セントレアストア（中部空港国内線ビル出発ゲート内） - ルクア イーレ内直営売場 | - アネックス静岡伊勢丹は静岡伊勢丹本体と一体の扱い - イセタンハウス（大名古屋ビルヂング地下）でも使用できた          |
| 川徳                         | アネックスカワトク | |
| 近鉄百貨店                   | - あべの専門店街（Hoop、and） - 上本町YUFURA - 四日市ふれあいモール | - 近接する百貨店と一体の扱い - 四日市スターアイランド、近鉄プラザ桔梗が丘でも使用できた                              |
| さいか屋                     | 川崎店（川崎日航ホテル3階） | 閉店した旧本店の代替店                                                                                               |
| 髙島屋                       | - 新宿タカシマヤタイムズスクエア - フードメゾンおおたかの森 - フードメゾン新横浜店（キュービックプラザ新横浜3・4階） - ゲートタワーモール（JR名古屋髙島屋内） - ジェイアール名古屋タカシマヤ ウォッチメゾン（大名古屋ビルヂング内）        | スタイルメゾン海老名（ららぽーと海老名）、フードメゾン岡山店（イオンモール岡山）でも使用できた                       |
| 天満屋                       | 八丁堀ビル | 旧百貨店店舗。取扱は7階以上に限る                                                                                    |
| 東急百貨店                   | - HINKA RINKA 銀座（東急プラザ銀座内） - 町田東急ツインズ - 武蔵小杉 東急フードショースライス - 青葉台 東急フードショー | |
| 東武百貨店                   | 東武ホープセンター | 東武百貨店池袋本店と一体の扱い                                                                                       |
| 阪急百貨店                   | - 川西モザイクボックス - モザイクモール港北（相鉄ローゼンを除く） | - 川西モザイクボックスは川西能勢口駅を挟み反対の川西阪急と一体の扱い - モザイクモール港北は都筑阪急と一体の扱い      |
| 丸広百貨店                   | アトレマルヒロ | |
| 三越                         | - 原宿アルタ - サンシャインシティ・アルタ - 名古屋三越 ラシック店 - 大阪ギフトサロン - ラシック福岡天神（福岡三越地下1階） | - ラシックは所在・近接百貨店と一体の扱い - 日本百貨店協会非加盟の恵比寿店や新潟アルタ（2019年3月閉店）でも使用できた |
| 山形屋                       | - 日南・薩摩川内・姶良国分の各子会社運営店舗 - エアポート山形屋売店（鹿児島空港内） | 日本百貨店協会非加盟店                                                                                               |
| 以下非加盟企業               | | |
| 池袋ショッピングパーク       | 池袋ショッピングパーク | 西武池袋本店と一体の扱い                                                                                             |
| イズミヤ                     | まるとく市場全店とカナートの一部店舗以外の全店 | H2Oリテイリングとの経営統合により取扱開始                                                                            |
| 北上都心開発                 | ツインモールプラザ | さくら野百貨店北上店と一体の扱い                                                                                     |
| 近商ストア                   | 全店舗 | 近鉄百貨店の親戚会社                                                                                                 |
| 京急ショッピングセンター     | ウイング上大岡 | 京急百貨店と一体の扱い                                                                                               |
| 京王電鉄SC営業部             | 聖蹟桜ヶ丘ショッピングセンターレストランフロア | 京王百貨店聖蹟桜ヶ丘店と一体の扱い                                                                                   |
| JR博多シティ                 | シティダイニングくうてん | 博多阪急と一体の扱い                                                                                                 |
| タカヤナギ                   | タカヤナギ・グランマート各店（秋田県内） | [ 注釈 7 ] |
| 東急電鉄                     | 二子玉川ライズ・ショッピングセンター | 二子玉川 東急フードショーと一体の扱い                                                                                |
| 東神開発                     | - 玉川髙島屋ショッピングセンター - 柏髙島屋ステーションモール - 流山おおたかの森ショッピングセンター | 髙島屋店舗と一体の扱い（東神開発は高島屋の子会社）                                                                   |
| 東武鉄道                     | 浅草エキミセ | 松屋浅草に内包の扱い                                                                                                 |
| 東急モールズデベロップメント | - たまプラーザテラス - 武蔵小杉東急スクエア | 近接する東急百貨店店舗と一体の扱い                                                                                   |
| パルコ                       | 全店舗 | 大丸・松坂屋の親戚会社となった後の2014年9月取扱開始                                                                  |
| 阪急オアシス                 | 一部を除く全店舗 | 阪急阪神百貨店の親戚会社                                                                                             |
| 山形屋ストア                 | | 山形屋子会社 |

### 経営破綻による取扱
この共通商品券発行開始後に発行元百貨店が経営破綻した場合の対応は2つある。ひとつは前述のとおり利用できなくする措置で、該当する破綻 (もしくは清算) 企業は12社ある。もうひとつは消費者保護のため、共通商品券に係る債権等一切を同業他社に譲渡するものである。後者は主にグループ再編を理由とするものだが、近年は系列を越えた譲渡も珍しくなくなっている。そごうは破綻したが営業が継続されたため過去にグループで発行された券についても現在でも使用できる。
使用そのものが不可となり、質店・金券ショップでも買取を拒まれるのは以下の11社発行分。取扱最終日と終了理由を記す。
- 株式会社藤丸 (北海道帯広市): 2023/01/31 営業終了[27]
- 株式会社中合 (福島県福島市): 2020/11/30 営業終了[28][29]
- 株式会社大沼 (山形県山形市ほか): 2020/01/27 破産手続開始[30]
- 株式会社小倉玉屋 (福岡県北九州市): 2019/09/30 業務停止[31]
- 株式会社諏訪丸光 (長野県諏訪市): 2013/03/31 任意整理手続開始[32][33]
- 株式会社中三 (青森県青森市ほか): 2011/03/31 民事再生手続開始[34][35]
- 大浦株式会社 ※店名:都城大丸 (宮崎県都城市): 2011/02 民事再生手続開始[36][37]
- 株式会社松屋・株式会社松屋友の会 (福岡県大牟田市): 2002/01/15 民事再生手続開始[38] 2004/07 破産手続開始[39][40]
- 株式会社松菱 (静岡県浜松市): 2001/11[41]
- 株式会社大黒屋（福島県いわき市）
- 株式会社丸正（和歌山県和歌山市）
- 株式会社上野百貨店（栃木県宇都宮市ほか）

経営破綻後同業他社に債権等を譲渡したのは以下の事例がある。ただし、金券ショップでは買取を拒否されるケースがある。
| 破綻企業                         | 譲渡先企業                                 | 備考                                                                 |
| -------------------------------- | ------------------------------------------ | -------------------------------------------------------------------- |
| 株式会社三交百貨店（三重県）     | 株式会社近鉄百貨店                         | 四日市近鉄が営業していて、三重交通グループが近鉄傘下だったことによる |
| 株式会社県民百貨店（熊本市）     | 株式会社鶴屋百貨店                         | 共に地場百貨店で、鶴屋が熊本県内唯一の協会加盟店となったため         |
| 株式会社近鉄松下百貨店（山口県） | 株式会社井筒屋（株式会社山口井筒屋引受け） | 別府近鉄閉店もあり、近隣に近鉄系列店が無かったため                   |
| 株式会社エマルシェ（仙台市）     | 株式会社さくら野百貨店（本社：青森市）     | 分社等の経緯から混乱を避けるため                                     |

## 百貨店ギフトカード
2008年11月に導入したプリペイドカードタイプの商品券。
加盟店の中では、すでに早くから磁気カード式商品券システムを導入しているところがあったため、紙式券に代わるものとして導入された。上限額は楽天Edyと同じく50,000円で、基本的に互換性が無い専用型であり、購入後の再チャージはできない。汎用電子マネー型ICカードについては、チャージ金額に上限（交通系ICカードの場合は20,000円）があることや、加盟店により利用できるシステムが異なることから導入されなかった。近年このシステムをベースに自社限定のものを発行し、それに限って上限を引き上げた加盟店もある。
一部には環境問題を考え、ICカード式とし再チャージ・繰り返し利用可能としたもの（★）もあるが、共通利用は想定していない。同一法人により運営されている阪急・阪神に限っては、両ブランド相互間の利用可能店舗で共通利用できる。
2021年3月2日時点における利用可能店舗は以下の通り。利用できない店舗も多いほか、利用できるが発売していない店舗（※）もあるため、注意が必要。なお栃木・長野・山梨・富山・石川・佐賀の各県には取扱店舗が無い。
- 伊勢丹（新宿、立川、浦和、新潟、静岡、JR京都、LUCUA内イセタン各ショップ）
- 井筒屋★（小倉本店、山口、宇部）
- 岩田屋（福岡天神、久留米）
- うすい百貨店（郡山）
- 遠鉄百貨店（浜松）
- 小田急百貨店（新宿、町田、藤沢）
- 川徳（盛岡）
- 近鉄百貨店★（阿倍野、Hoop、and、上本町、東大阪、奈良、生駒、橿原、和歌山、草津、四日市、名古屋（近鉄パッセ）※）
- 京王百貨店（新宿、聖蹟桜ヶ丘）
- 京急百貨店（横浜上大岡）
- 京阪百貨店（モール京橋、守口、くずはモール、ひらかた、すみのどう）
- さいか屋（横須賀、藤沢、川崎日航ホテル※）
- さくら野百貨店（青森、弘前、八戸、北上）
- 西武（池袋本店、渋谷、秋田、所沢、東戸塚、福井）
- そごう（大宮、千葉、横浜、広島）
- 大丸（心斎橋、梅田、京都、山科、神戸、須磨、芦屋、東京、札幌、福岡・天神、鳥取※、下関※、高知※）
- 髙島屋★（大阪、堺、泉北、京都、洛西、岡山、高崎、大宮、柏、日本橋、新宿、玉川、立川、横浜、JR名古屋、いよてつ、JU米子）
- 玉屋（佐世保）
- 津松菱
- 鶴屋百貨店★（熊本）
- 天満屋（岡山、倉敷、津山、米子しんまち、広島緑井、福山、福山ポートプラザ、八丁堀ビル7階以上※）
- トキハ（大分本店、わさだタウン、別府）
- 浜屋百貨店（長崎）
- 阪急百貨店★（うめだ本店、千里、高槻、神戸、川西、宝塚、三田、西宮、阪急MEN'S TOKYO、大井食品館※、都筑、博多）
- 阪神百貨店★（梅田本店、御影※、西宮※、尼崎※）
- 福屋（八丁堀本店、広島駅前、五日市、尾道）
- 藤崎（仙台）
- 松坂屋（名古屋、上野、静岡、豊田、高槻）
- 松屋（銀座、浅草※）
- マロニエゲート銀座2&3※（旧プランタン銀座）
- 丸井今井（札幌※、函館※）
- 丸広百貨店（川越、南浦和食品フロア※、飯能、東松山、上尾、入間、坂戸、日高）
- 三越（日本橋本店、銀座、札幌、仙台、名古屋栄、星ヶ丘、広島、高松、松山、福岡）
- 名鉄百貨店（名古屋）
- 山形屋★（鹿児島※、宮崎※）
- リウボウ（那覇）

導入していない主なグループは以下の通り。
- 東急百貨店
- 東武百貨店
- ジェイアール東日本商業開発（グランデュオ）
- 大和

## 加盟基準
- 協会が公表している資料などによると、加盟基準は「加盟を希望する店舗の売場面積が1万5千平方メートル以上あるか」だという。[要出典]
  - このため改装等により売場面積が基準を下回った場合は、原則としてたとえ営業が続いていても会員資格を失う。[要出典]そのような店舗は、以前は各地区協会のみの会員となっている場合があった。[要出典]
- 会員企業の中には百貨店以外の業態に転換しているところもあるが、上記基準を満たしていることにより残っているケースがみられる。[要出典]
- 現在の加盟店の中には例外として売場面積が1万5千平方メートル未満でも残っているところがあるが、これらは旧大規模小売店舗法に基づく第1種店舗で、県庁所在都市または県内で唯一の百貨店であったり、各地区協会の統合による影響が考慮されているためとみられる。[要出典]
- それ以外にも、経営破綻したり、他の加盟店の信用を損なうような事態を引き起こした場合、資格剥奪の対象となる。